# Pectinatus frisingensis
Pectinatus frisingensis è una specie di batterio appartenente alla famiglia delle Acidaminococcaceae.